# Koen Crucke
Pour les articles homonymes, voir Koen.
Koenraad Desiré Arthur Crucke, dit Koen Crucke, né à Gand le 11 février 1952 est un chanteur et acteur de théâtre belge néerlandophone.

## Biographie
Lors de la fusion des opéras d'Anvers et de Gand, Koen Crucke perd son emploi à l'instar de nombreux autres chanteurs ou chanteuses. Il entre ensuite au service de la BRT (Belgische Radio- en Televisieomroep, l'actuelle VRT) en tant que personnalité de la télévision. Les enfants flamands le connaissent pour son interprétation du coiffeur Albert (Alberto) Vermeersch dans la série télévisée Samson en Gert. Crucke fait partie du conseil communal de Gand sous l'étiquette VLD.
Le 26 mars 2004, il s'est marié avec son compagnon et impresario Jan Gheysens ; ils étaient déjà en couple depuis 34 ans.